# Ufer-Kugelkäfer
Der Ufer-Kugelkäfer (Sphaerius acaroides) ist ein Käfer aus der Familie der Kugelkäfer (Sphaeriusidae).

## Vorkommen
Der Ufer-Kugelkäfer ist häufig im Sand und in Pflanzenresten an Gewässerrändern zu finden. Auf Grund seiner geringen Größe von 0,50 bis 0,75 Millimetern wird er allerdings meist nicht gesehen oder mit einer Wassermilbe verwechselt. Der wissenschaftliche Name ist aus der Bezeichnung „Acari“ hergeleitet, was Milbe bedeutet. Über die Lebensweise der Käfer und ihrer Larven ist ansonsten nur sehr wenig bekannt. In Europa ist der Ufer-Kugelkäfer neben Sphaerius hispanicus und S. spississimus eine von drei Arten innerhalb der Familie der Kugelkäfer.

## Synonyme
- Microsporus acaroides Waltl, 1838
- Microsporus obsidianus Kolenati, 1846